# Max Simon (Politiker, 1814)
Max Simon (* 9. September 1814 in Breslau; † 19. März 1872 ebenda) war ein deutscher Jurist, Politiker und Mitglied des Reichstags des Norddeutschen Bundes.

## Leben
Simon studierte von 1833 bis 1836 Evangelische Theologie und dann bis 1838 Rechtswissenschaften in Breslau. Dann war er bis 1846 in preußischem Staatsdienst, bis 1848 fürstlich Pleß’scher Generalbevollmächtigter und Kammerdirektor in Pleß. Von 1848 bis 1852 war er Kreisrichter in Berlin und Lübben, seitdem Rechtsanwalt und Notar in Breslau.
1848/49 war er Mitglied der Frankfurter Nationalversammlung und seit 1862 Mitglied des Preußischen Abgeordnetenhauses. Ferner war er Stadtverordneter in Breslau und seit 1864 Stadtverordnetenvorsteher. 1867 war er Mitglied des konstituierenden Reichstags des Norddeutschen Bundes für den Wahlkreis Breslau 6 (Breslau-Stadt Ost) und die Deutsche Fortschrittspartei. Er stimmte für die Verfassung des Norddeutschen Bundes.